# 브라더 오브 더 이어
《브라더 오브 더 이어》(태국어: น้อง.พี่.ที่รัก, 영어: Brother of the Year)는 2018년 5월에 개봉한 태국의 코미디, 로맨스, 드라마 영화이다. 위타야 통유용이 감독을, 위타야 통유용과 논트라 쿰웡, 아디손 트리시리카셈 그리고 토사폰 리안통이 각본을 맡았다. 태국에서는 2018년 5월 10일에, 미국에서는 2018년 7월 6일에, 대한민국에서는 2019년 3월 7일에 개봉되었다.

## 줄거리
다정다감한 ‘모치’와 사내 연애를 시작한 ‘제인’. 그.런.데 하나뿐인 호적메이트가 왜 이러는지 아시는 분? 숨만 쉬어도 쓰레기를 생성하면서 집안일은 남의 일로 여기는 ‘첫’이 갑자기 오빠 노릇을 하겠다며 제인의 연애를 방해하기 시작한다.
ROUND #1 갑질의 서막: 클라이언트로 눈 앞에 나타난 갑님 제인 vs. 제인의 비밀 연애를 알게 된 첫 - 오묘한 갑을관계 속 첫의 움직임이 수상하다!
ROUND #2 첫 도발: 첫은 엄마에게 전화해 제인의 연애를 일러바치고 모치의 가족을 만나는 자리까지 찾아와 방해 공작을 펼치기 시작한다.
ROUND #3 제인의 반격: 낄 때 빠지고 빠질 때 끼어드는 첫 때문에 잔뜩 꼬여버린 연애! 제인은 첫에게 엄청난 타격을 줄 마지막 반격을 준비하는데... 제인은 과연 이 사랑을 지켜낼 수 있을까?

## 출연진
- 우랏야 세뽀반 - 제인 역
- 써니 수완메타논트 - 첫 역
- 닉쿤 - 모치 역